# Хоменко Варвара Григорівна
Варва́ра Григо́рівна Хоме́нко (* 12 грудня 1916, село Вертіївка, нині Ніжинського району Чернігівської області — † 20 жовтня 1974) — дослідниця українського фольклору, педагог.

## Біографічні відомості
Родом з Ніжинщини; співробітник Інституту мистецтвознавства, фольклору та етнографії АН УРСР, з 1971 року доцент Київського інституту культури.
1938 року закінчила мовно-літературний факультет Ніжинського педагогічного інституту. В Конотопському учительському інституті викладала українську літературу.
1952 роком захищає кандидатську дисертацію. Опублікувала понад 50 розвідок, нарисів і статей.
Головні праці:
- «Коломийки і частушки» (1958),
- «Богдан Хмельницький в українській народній творчості» (1970).

Хоменко — укладач і автор вступних статей до збірників «Історичні пісні» (1971), «Думи» (1974) та ін.
Померла 20 жовтня 1974 року. Похована на Берковецькому кладовищі.